# Пасажирський транспорт

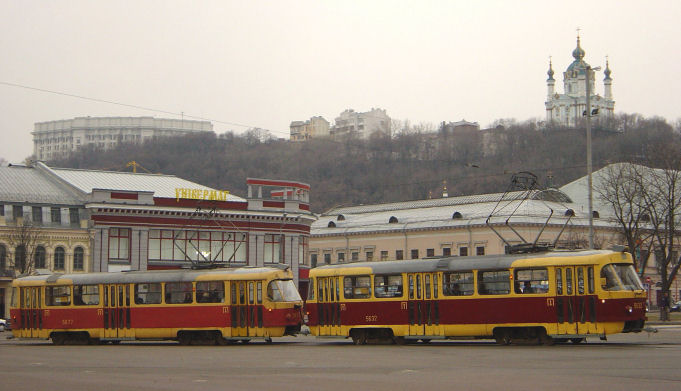
Трамвай у Києві

Пасажирський транспорт — різновид транспорту, об'єднує масовий суспільний транспорт, що перевозить пасажирів по визначеним маршрутам і що підрозділяється на:
- вуличний (трамвай, тролейбус, автобус) і
- не-вуличний швидкісний (метрополітен, швидкісний трамвай, монорейкова дорога тощо).

Виділяють також:
- легковий автомобільний транспорт (таксомотори, відомчі і особисті автомобілі);
- двоколісний транспорт (мотоцикли, моторолери, мопеди і велосипеди);
- водний транспорт (річковий «трамвай», моторні і гребкові човни, поромні переправи);
- Повітряний транспорт